# Toppserien 2010
La Toppserien 2010 è stata la 27ª edizione della massima serie del campionato norvegese femminile di calcio. La competizione è iniziata il 5 aprile ed è terminata l'11 novembre 2010. Lo Stabæk ha vinto il campionato per la prima volta nella sua storia.

## Stagione

### Novità
Dalla Toppserien 2009 erano stati retrocessi il Sandviken e il Fortuna Ålesund, mentre dalla 1. divisjon 2009 erano stati promossi il Linderud-Grei e il Donn. Prima dell'inizio della stagione il Team Strømmen cambiò denominazione in LSK Kvinner, dopo che era stata ufficializzata la sua affiliazione al Lillestrøm Sportsklubb.

### Formula
Le 12 squadre partecipanti si affrontavano in un girone all'italiana con partite di andata e ritorno per un totale di 22 giornate. La squadra campione di Norvegia aveva il diritto di partecipare alla UEFA Women's Champions League 2011-2012 partendo dai sedicesimi di finale. Le ultime due classificate retrocedevano direttamente in 1. divisjon.

## Squadre partecipanti
| Club            | Città      | Stadio               | Stagione 2009           |
| --------------- | ---------- | -------------------- | ----------------------- |
| Arna-Bjørnar    | Arna       | Arna Idrettspark     | 5º posto in Toppserien  |
| Amazon Grimstad | Grimstad   | Levermyr stadion     | 9º posto in Toppserien  |
| Donn            | Lund       | Kristiansand Stadion | 2º posto in 1. divisjon |
| Fløya           | Tromsø     | Fløyabanen           | 10º posto in Toppserien |
| Kattem          | Trondheim  | Byåsen Arena         | 8º posto in Toppserien  |
| Klepp           | Klepp      | Klepp Stadion        | 7º posto in Toppserien  |
| Kolbotn         | Kolbotn    | Sofiemyr Stadion     | 3º posto in Toppserien  |
| Linderud-Grei   | Oslo       | Greibanen            | 1º posto in 1. divisjon |
| LSK Kvinner     | Lillestrøm | LSK-hallen           | 4º posto in Toppserien  |
| Røa             | Oslo       | Røa Kunstgress       | Campione di Norvegia    |
| Stabæk          | Bærum      | Nadderud Stadion     | 2º posto in Toppserien  |
| Trondheims-Ørn  | Trondheim  | Ranheim Arena        | 6º posto in Toppserien  |

## Classifica finale
|  | Pos. | Squadra         | Pt | G  | V  | N | P  | GF | GS | DR  |
|  | ---- | --------------- | -- | -- | -- | - | -- | -- | -- | --- |
|  | 1.   | Stabæk          | 56 | 22 | 17 | 5 | 0  | 72 | 8  | +64 |
|  | 2.   | Røa             | 48 | 22 | 15 | 3 | 4  | 56 | 33 | +23 |
|  | 3.   | Kolbotn         | 47 | 22 | 15 | 2 | 5  | 49 | 12 | +37 |
|  | 4.   | Arna-Bjørnar    | 43 | 22 | 14 | 1 | 7  | 55 | 26 | +29 |
|  | 5.   | Trondheims-Ørn  | 38 | 22 | 12 | 2 | 8  | 34 | 29 | +5  |
|  | 6.   | LSK Kvinner     | 36 | 22 | 11 | 3 | 8  | 42 | 32 | +10 |
|  | 7.   | Klepp           | 29 | 22 | 8  | 5 | 9  | 34 | 29 | +5  |
|  | 8.   | Amazon Grimstad | 29 | 22 | 9  | 2 | 11 | 28 | 43 | -15 |
|  | 9.   | Donn            | 20 | 22 | 6  | 2 | 14 | 25 | 45 | -20 |
|  | 10.  | Kattem          | 14 | 22 | 4  | 2 | 16 | 17 | 58 | -41 |
|  | 11.  | Linderud-Grei   | 13 | 22 | 3  | 4 | 15 | 16 | 62 | -46 |
|  | 12.  | Fløya           | 6  | 22 | 1  | 3 | 18 | 15 | 66 | -51 |

Legenda:
      Campione di Norvegia e ammessa alla UEFA Women's Champions League 2011-2012
      Retrocessa in 1. divisjon 2011
Note:
Tre punti a vittoria, uno a pareggio, zero a sconfitta.
La classifica viene stilata secondo i seguenti criteri:
- Punti conquistati
- Differenza reti generale
- Reti totali realizzate
- Punti conquistati negli scontri diretti
- Differenza reti negli scontri diretti
- Reti realizzate in trasferta negli scontri diretti (solo tra due squadre)
- Reti realizzate negli scontri diretti
- play-off (solo per decidere la squadra campione, l'ammissione agli spareggi e le retrocessioni).

Al termine della stagione al Donn non venne concessa la licenza per la Toppserien 2011, venendo così retrocessa. Il Linderud-Grei venne così ripescato.

## Statistiche

### Classifica marcatrici
Statistiche da sito federazione
| Gol |  |  | Giocatore         | Squadra      |
| --- |  |  | ----------------- | ------------ |
| 21  |  |  | Lise Klaveness    | Stabæk       |
| 15  |  |  | Tina Algrøy       | Arna-Bjørnar |
| 15  |  |  | Emilie Haavi      | Røa          |
| 13  |  |  | Kristy Moore      | Røa          |
| 13  |  |  | Lisa-Marie Woods  | Stabæk       |
| 11  |  |  | Gry Tofte Ims     | Klepp        |
| 11  |  |  | Elise Thorsnes    | Røa          |
| 10  |  |  | Rebecca Angus     | Kolbotn      |
| 10  |  |  | Cathrine Dyngvold | Klepp        |
| 10  |  |  | Madeleine Giske   | Arna-Bjørnar |
| 10  |  |  | Maiken Pape       | Stabæk       |